# Altamís
Altamís és una masia situada al municipi de Clariana de Cardener, a la comarca catalana del Solsonès.